# ألبرتو سانشيز
ألبرتو سانشيز (بالإسبانية: Alberto Sánchez)‏ هو راكب الكنو إسباني، ولد في 12 أغسطس 1969.

## وصلات خارجية
- ألبرتو سانشيز على موقع اللجنة الأولمبية الدولية (الإنجليزية)
- ألبرتو سانشيز على موقع أوليمبيديا (الإنجليزية)
- ألبرتو سانشيز على موقع اللجنة الأولمبية الإسبانية (الإسبانية)